# The Young Turks
The Young Turks ist ein US-amerikanisches linksliberales Medien-Netzwerk. TYT begann als Talkshow. Die ersten Sendungen wurden 2002 im Radio ausgestrahlt, ab 2005 begann die Verbreitung über das Internet. Das Aufnahmestudio befindet sich in Los Angeles. The Young Turks haben ihre Tätigkeiten nach und nach erweitert und zeigen mittlerweile eine ganze Anzahl von Showformaten mit vielfältigen Themen. Die Sendungen nennen sich im Kollektiv das TYT Network.

## Inhalt

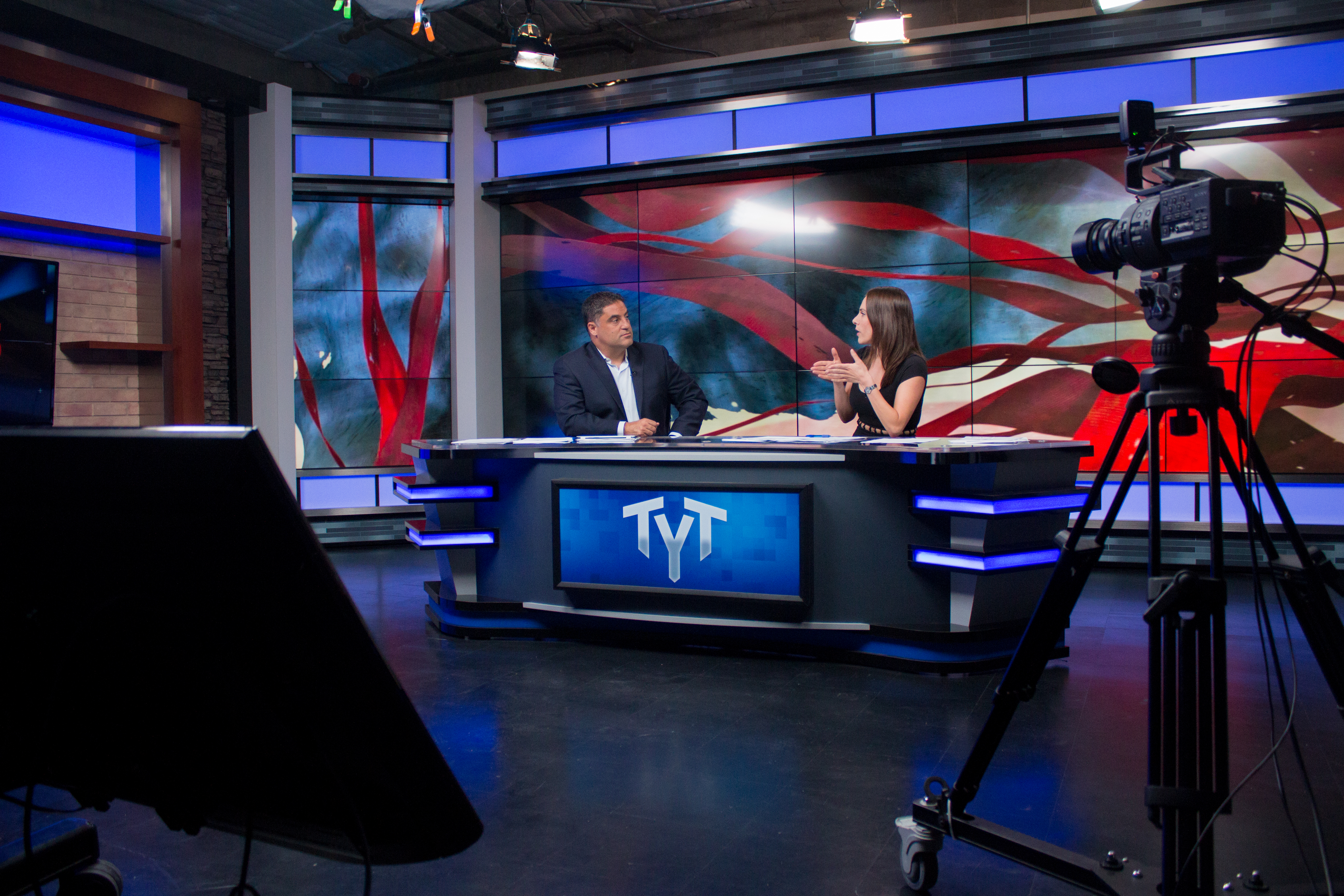
Cenk Uygur und Ana Kasparian im Studio.

Der Moderator der Show, Cenk Uygur, stammt ursprünglich aus Istanbul in der Türkei. Die Bezeichnung Young Turk bedeutet nach dem Wörterbuch American Heritage „ein Mitglied einer türkischen reformistischen und nationalistischen politischen Partei, die in den frühen 1900er Jahren aktiv war“, die Jungtürken (türkisch Jön Türkler), im weiteren Sinne aber auch „junges progressives oder rebellisches Mitglied einer Institution, Bewegung oder politischen Partei“ oder „gegen die Autorität rebellierende junge Person“.

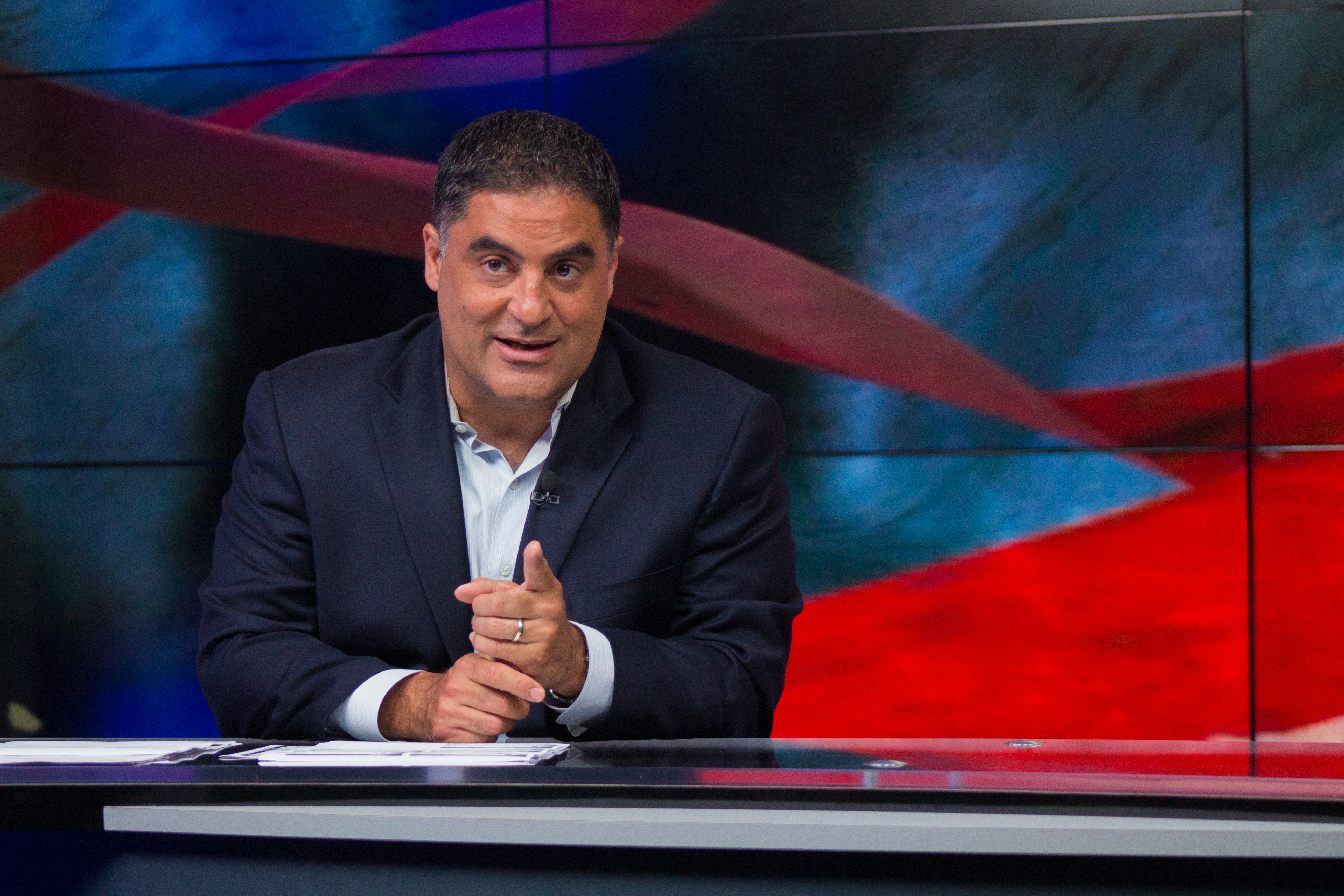
Cenk Uygur während einer Sendung.

Die zweieinhalbstündige Sendung ist in drei Hauptsegmente eingeteilt. In den ersten zwei Stunden werden aktuelle Entwicklungen der amerikanischen Politik besprochen. Insbesondere wird über Gesetzgebungsverfahren, Vorhaben des Präsidenten und einzelner Abgeordneter berichtet. Auch Unterhaltungsthemen werden angesprochen. Die Sendung wird mit einem halbstündigen „Postgame“-Segment beendet, das allerdings nur für zahlende Abonnenten zu sehen ist. Teilweise erzählen die Beteiligten in diesem Segment aus ihrem Leben, teilweise werden weitere Geschichten aus dem zweiten Segment der Show besprochen.
Die Sendung vertritt liberal-progressive Ansichten. Sie steht der demokratischen Partei zwar nahe, es werden aber zumeist eigene, vom politischen Mainstream abweichende Standpunkte diskutiert und eingenommen. Zudem kritisieren sie die Bestechung von Politikern und unterstützen „Wolf-PAC“, eine Organisation gegen Korruption. Aktuell unterstützen sie die Gründung der Koalition "Justice Democrats" innerhalb der demokratischen Partei, die das sogenannte 'politische Establishment' (Politiker wie Hillary Clinton und Barack Obama) durch Politiker wie Bernie Sanders ersetzen soll, die keine Wahlkampfspenden durch Großspender annehmen.

## Verbreitung
The Young Turks machte geltend, die erste Radio-Nachrichtensendung zu sein, die parallel als Internetfernsehen ausgestrahlt wird. Die Videoaufzeichnung wird live gezeigt und ist anschließend einen Tag lang auf der Webseite als Stream zugänglich. Am Folgetag werden Ausschnitte der Sendung im eigenen YouTube-Kanal veröffentlicht. Im Oktober 2009 überschritt der Kanal die Grenze von 150 Millionen Aufrufen.
Die reguläre Sendezeit von zwei Stunden ist frei empfangbar. Das Postgame-Segment ist zahlenden Mitgliedern vorbehalten. Zudem wird ein Podcast angeboten: Zahlende Mitglieder haben die Möglichkeit, den Podcast der gesamten Show herunterzuladen, für Nichtmitglieder gibt es Ausschnitte der Sendung von täglich unterschiedlicher Länge.
Von Dezember 2011 bis Januar 2013 wurde die Sendung auch im Kabelfernsehen auf dem Sender Current TV ausgestrahlt. Dies kündigten Cenk Uygur und der Gründer von Current TV, Al Gore, im September 2011 an. Nach dem Verkauf von Current TV an Al-Jazeera im Januar 2013 wurde die Show im folgenden August abgesetzt, um sie mit einer „News-Show mit einem etwas neutralerem Ton“ zu ersetzen.
Im November 2010 wurde die Ausstrahlung über das Radio beendet. Seither ist die Sendung ausschließlich im Internet empfangbar.

## Geschichte
Mitte der 1990er Jahre begann Cenk Uygur seine Karriere im Radio bei einem Lokalsender in Miami. Er freundete sich mit Ben Mankiewicz, dem Moderator einer dortigen Sendung, an. Uygur wurde von MSNBC engagiert und moderierte eine erfolgreiche Show. Die beständige Kritik an der Regierung brachte ihn jedoch bald in Schwierigkeiten. Nachdem er einer Aufforderung nicht folgte, sich in seiner Kritik zu mäßigen, wurde seine Show abgesetzt. Er hatte vorher eine ihm dafür offerierte Geldsumme abgelehnt, welche er im Programm nicht näher beziffern wollte. Er entschied sich im Februar 2002, eine eigene Talkshow zu gründen und über einen Offenen Kanal zu senden. Diese hatte er schon einige Zeit früher unter dem Namen The Young Turk geführt. Für die neue Sendung engagierte er Mankiewicz, David Koller, ein Freund aus der Kindheit, und Jill Pike. Zudem wurden mehrere Praktikanten angestellt, von denen mittlerweile drei festangestellt sind: Ana Kasparian, Jayar Jackson und Jesus Godoy.
Seit 2005 ist The Young Turks im Internet zu sehen. Im selben Jahr fand eine 99 Stunden dauernde Sendung statt, „Live, On Air Filibuster“. Die Show befasste sich mit der Nominierung Samuel Alitos zum Richter am Obersten Gerichtshof. Um die regulären Moderatoren zu entlasten, wurde die Show unter anderem moderiert von Thom Hartmann, Mike Malloy, Bob Kincaid, Brad Friedman und Peter B. Collins.
Im September 2008 verließen Mankiewicz (kurzfristig) und Pike die Sendung. Daraufhin übernahm Ana Kasparian die Co-Moderation des Popkultur-Segments der Show.

## Auswahl namhafter Gäste
- Politiker: Jimmy Carter, Edward Kennedy, John Kerry, Nancy Pelosi, Barney Frank, Bernie Sanders, Elizabeth Warren, Alexandria Ocasio-Cortez
- Medien: Katie Couric, Brian Williams, Lou Dobbs, Jack Cafferty
- Popkultur: MC Hammer, Perez Hilton, Amber Lee Ettinger
- sonstige Personen: Alan Greenspan, Gore Vidal, Jesse Jackson, Paul Krugman, Noam Chomsky, Sam Harris

## Preise und Nominierungen
The Young Turks gewann den 2009 Podcast Award in der Kategorie „Political“, sowie den 2009 Mashable Open Web Award als „Best Political News Site“. Bei den 2011 Webby Awards, gewann The Young Turks den People's Voice award in der Kategorie Nachrichten und Politik.